# جورج فولسوم
جورج فولسوم هو مؤرخ ومحامي وأمين مكتبة ودبلوماسي وسياسي أمريكي، ولد في 23 مايو 1802 في كينبونك في الولايات المتحدة، وتوفي في 27 مارس 1869. انتخب عضو مجلس ولاية نيويورك ‏.